# 京都市立音楽短期大学
京都市立音楽短期大学（きょうとしりつおんがくたんきだいがく）は、京都府京都市左京区聖護院円頓美町に本部を置いていた日本の公立大学である。1952年に設置され、1971年に廃止された。大学の略称は市音短。

## 概要

### 大学全体
- 京都府京都市左京区に所在した日本の公立短期大学で、設置主体は京都市[1]。
- 1952年に開学し、その当初より学科体制は1学科3専攻と増減なし。
- 1968年度の入学生を最後に[注釈 2]、1971年に短期大学としての使命を終える[3]。

### 教育および研究
- 京都市立音楽短期大学は音楽科のみの単科短大で、器楽・声楽・作曲の3専攻が置かれていた。

### 学風および特色
- 京都市立音楽短期大学は、京都市立堀川高等学校専攻科を発展改組する形で設置された[注 1]。
- 芸術活動として活躍中の卒業生が多数いる。

## 沿革
- 1950年
  - 4月1日 京都市立堀川高等学校音楽専攻科が設置される。
- 1952年
  - 2月20日 左記を以て文部省[注 2]より短期大学の設置が認可される[6]。
  - 4月1日
    - 音楽科 京都市立音楽短期大学が以下の学科体制にて開学する。
      - 器楽専攻 入学定員20名
      - 声楽専攻 入学定員10名
      - 作曲専攻 入学定員10名
- 1962年
  - 4月1日 音楽科にある専攻課程の一部について、入学定員を以下の通り変更する[注 3]。
    - 器楽専攻 20→25
    - 作曲専攻 10→5
- 1963年
  - 4月1日 専攻科に以下の専攻課程を置く[注 4]
    - 音楽専攻 入学定員10名
- 1968年
  - 4月1日 最後の学生募集となる[注釈 2]。
- 1971年
  - 3月31日 左記をもって正式に廃止となる[3]。

## 基礎データ

### 所在地
- 京都府京都市左京区聖護院円頓美町岡崎西天王町[注釈 1]

## 教育および研究

### 組織

#### 学科
- 音楽科[注釈 3]
  - 器楽専攻 入学定員25名
  - 声楽専攻 入学定員10名
  - 作曲指揮専攻 入学定員5名

#### 専攻科
- 音楽専攻 入学定員10名[注 5]

#### 別科
- なし

#### 取得資格について
- 中学校教諭二級免許状（音楽）の課程が設置されていた[12]。当初は、同教科の高等学校教諭免許状も併設されていた[13]。

#### 年度別学生数
| -      | 入学定員 | 総定員 | 学生数    | 出典   |
| ------ | -------- | ------ | --------- | ------ |
| 1954年 | 40       | 40     | 男21 女53 | [ 14 ] |
| 1958年 | 40       | 80     | 男17 女65 | [ 15 ] |
| 1959年 | 40       | 80     | 男18 女64 | [ 16 ] |
| 1960年 | 40       | 80     | 男17 女63 | [ 17 ] |
| 1961年 | 40       | 80     | 男20 女64 | [ 18 ] |
| 1962年 | 40       | 80     | 男20 女63 | [ 19 ] |
| 1963年 | 40       | 80     | 男18 女63 | [ 20 ] |
| 1964年 | 40       | 80     | 男14 女65 | [ 21 ] |
| 1965年 | 40       | 80     | 男19 女60 | [ 22 ] |
| 1966年 | 40       | 80     | 男25 女61 | [ 23 ] |
| 1967年 | 40       | 80     | 男25 女73 | [ 24 ] |
| 1968年 | 40       | 80     | 男32 女73 | [ 25 ] |
| 1970年 | -        | -      | 男6       | [ 26 ] |

### 研究
- 『京都市立音楽短期大学研究紀要』[27]

## 学生生活

### 部活動・クラブ活動・サークル活動
- 京都市立音楽短期大学には、男子学生が少なかったため、混声合唱において同志社大学のグリークラブ有志の応援出演もあった[28]

## 大学関係者と組織

### 大学関係者一覧

#### 大学関係者
- 堀場信吉：初代学長。大阪府立大学の学長と兼任。

### 関係校
- 大阪府立大学

### 系列校
- 京都市立看護短期大学：設置者が同じ京都市であることから。
- 京都市立芸術大学：京都市立音楽短期大学が統合される前までは、京都市立美術大学が系列校となっていた。

## 社会との関わり
- 『大阪府立大学学生歌』は、京都市立音楽短期大学の学生により作曲された。